# De Elsehof
De Elsehof is een boerderij gelegen op het landgoed Linschoten in de Nederlandse gemeente Montfoort.

## Geschiedenis
In 1850 erfde Elisabeth barones von Arnim op 16-jarige leeftijd het landgoed Linschoten van haar oom Paul Emile Adriaan Jan Hendrik Strick van Linschoten (1798-1849). Haar vader was Heinrich Alexander von Arnim en haar moeder Elisabeth (Betty) Strick van Linschoten (1800-1846), dochter van Paul Strick van Linschoten. In 1855 trouwde zij met Friedrich Wilhelm graaf von dem Bussche Ippenburg. Hetzelfde jaar werd op het landgoed boerderij De Elsehof gebouwd. Het is een vroeg voorbeeld van de in de tweede helft van de 19e eeuw populaire chaletstijl.
De Elsehof is een dwarshuisboerderij. Het gebouw is een rijksmonument.